# 江鳶山
江鳶山（えとんびやま）は、北海道斜里郡清里町の中央部に位置する山。

## 概要
名前の由来はアイヌ語で、「エ・ト・ウン・ペッ（頭が・山へ・入り込んでいる・川）」という意味で、同名のエトンビ川も同町内に存在する。標高は711mであり、斜里岳の東に所在する。この山には、江鳶奥林道（エトンビ山スカイライン）という林道も存在する。